# Draconipteris
Draconipteris — монотипный род чешуекрылых из семейства павлиноглазок и подсемейства Oxyteninae.

## Систематика
В состав рода входит:
- Draconipteris mirabilis (Cramer, 1780) — Панама, Суринам, Никарагуа

## Описание
Среднего размера, стройная, коричневая бабочка с большими крыльями. Крылья имеют яркую прямую поперечную полосу, которая, когда бабочка сидит, похожа на среднюю жилку на листе, тогда вся бабочка становится похожей на лист. Переднее крыло слегка серповидное, с треугольным выступом посередине внешнего края. По внешнему краю есть тонкая белая полоса, внутри — еще одна белая полоса, которая в задней части включает несколько маленьких чёрных пятен. На крыльях могут быть размытые темные пятна, которые напоминают гниль и усиливают сходство с увядшим листом, но недостатком этого камуфляжа является то, что эти «пятна гнили» часто совершенно симметричны.